# 正大街道
正大街道，是中华人民共和国辽宁省锦州市凌河区下辖的一个乡镇级行政单位。

## 行政区划
正大街道下辖以下地区：
正大社区、文政园社区、军政社区和文化社区。